# ماخ (چاراویماق)
ماخ یکی از روستاهای استان آذربایجان شرقی است که در دهستان چاراویماق شرقی بخش شادیان شهرستان چاراویماق واقع شده‌است.این روستا ۲۹۲ نفر جمعیت دارد.